# Biennale des Arts graphiques (Ljubljana)
La Biennale des arts graphiques de Ljubljana, fondée en 1955 au Musée d'art moderne, est la plus ancienne exposition biennale d'arts graphiques contemporains au monde. 

## Histoire
La biennale est fondée par Zoran Kržišnik sur l'idée et les efforts de Božidar Jakac. Elle est dès ses débuts un événement artistique international réunissant des artistes des deux côtés du rideau de fer malgré la guerre froide, ainsi que des États membres du Mouvement des non-alignés,. La Biennale des arts graphiques de Ljubljana a également reconnu et intégré les nouvelles tendances artistiques et les changements de style. Au niveau local, la Biennale a introduit de nouveaux courants d'art contemporain au groupe de graphistes slovènes connu internationalement sous le nom d'École graphique de Ljubljana. Depuis 1986, le lieu de la Biennale est le Centre international des arts graphiques de Ljubljana.

## Lauréats
- 1955 : Grand Prix pour Armin Landeck
- 1961 : prix de gravure pour Tetsuya Noda (Japon)
- 1963 : prix de gravure pour Jean-Jacques de Grave (Belgique)
- 1975 : Grand Prix pour Günther Uecker, pour son œuvre Hommage à Malevitch
- 1987 : prix de gravure pour Eduardo Chillida (Espagne)
- 2003 : Grand Prix pour Per Kirkeby
- 2011 : Grand Prix pour Regina José Galindo, pour ses œuvres Confesión, Caparazón et Móvil
- 2013 : Grand Prix pour María Elena González
- 2021 : Grand Prix pour Johannes Paul Raether
- 2023 : Grand Prix pour Tejswini Narayan Sonawane